# ویکتور زانگیف
ویکتور زانگیف (روسی: Виктор Дзантемирович Зангиев؛ زادهٔ ۲۶ مهٔ ۱۹۶۲) کشتی‌گیر آزاد و کشتی‌گیر کشتی حرفه‌ای اهل روسیه بود.